# عبيدة بن أبي رائطة
عبيدة بن أبي رائطة التميمي المجاشعي الكوفي، نزل البصرة. من رواة الحديث وهو ثقة، وليس بالمكثر. توفي بين 161/ 170 هـ.

## روايته للحديث
- روى عن: ابن المنكدر، وعاصم بن أبي النجود، وعبد الملك بن عمير، وأبي حميدة علي بن عبد الله الظاعني، وعمر أبي حفص صاحب أنس، ومصعب بن سليم، ومعاوية بن إسحاق بن طلحة بن عبيد الله.
- روى عنه: إبراهيم بن سعد، وحبان بن هلال، وحفص بن عمر الحوضي، وداود بن شبيب، وسعد بن إبراهيم بن سعد، وأبو قتيبة، وعفان، وموسى بن إسماعيل.
- الجرح والتعديل: قال ابن حجر العسقلاني: صدوق. وقال يحيى بن معين: ثقة، ومرة: ليس به بأس.[3]